# 1981 DA1
1981 DA1 är en asteroid i huvudbältet som upptäcktes den 28 februari 1981 av den amerikanska astronomen Schelte J. Bus vid Siding Spring-observatoriet.